# Кейсі Тола
Кейсі Тола (алб. Kejsi Tola, нар. 5 лютого 1992, Вльора) — албанська співачка, відома участю на Євробаченні-2009 в Москві. Виступу на Євробаченні передувала перемога співачки на Фестивалі пісні («Festivali i Këngës»), де вона виступала з піснею «Me merr në ëndërr».

## Дискографія

### Альбом
2011 - TBA

### Сингли
- 2008 - "Nje Minute" (A Minute)
- 2008 - «Carry Me in Your Dreams»
- 2009 - "Qiellin do ta Prek me Ty" (I will Touch the Sky with You)
- 2009 - "UAT" (ft. Shqiponjat)"
- 2009 - "Ndonjëherë" (Sometimes)
- 2010 - "Pranë" (Close to..)